# Sterspoorvezelkop
De sterspoorvezelkop (Inocybe asterospora) is een paddenstoel uit de familie Inocybaceae. Hij komt voor op bij loofbomen in bossen en met bomen beplante wegbermen op kalkhoudende klei en zand. Hij komt vooral voor bij eik, maar kan ook voorkomen bij ook Fagus en linde (Tilia).

## Kenmerken

### Uiterlijke kenmerken
Hoed
De hoed heeft een diameter van 3 tot 7 cm. De vorm is klokvormig tot vlak uitgespreid met een stompe umbo. Het oppervlak is vezelig gespleten op een lichtere ondergrond en de kleur is rood- tot donker grijsbruin.
Lamellen
De lamellen zijn smal aangehecht met bewimperde snede. Eerst zijn ze vuilwit, dan grijsbruin en ten slotte bruin.
Steel
De steel is 4 tot 6 cm lang en 5 tot 7 mm dik. De steel is recht, slank, fijn berijpt/gestreept, met een scherp gerande knolvoet. Het oppervlak in het bovenste gedeelte is licht, bruinachtig, soms met een rode tint, in het onderste gedeelte is het donkerder, roestbruin.
Vlees
Het vlees is wit in de hoed en lichtbruin in de steel. Het wordt geel bij blootstelling aan KOH.
Geur
Het heeft een zwakke geur, sommigen zeggen vergelijkbaar met sperma, anderen zeggen dat het zuur, aards is

### Microscopische kenmerken
De sporen zijn lichtbruin, stervormig en meten 10–13,3 × 7–10 µm. Er zijn flesvormige cheilocystidia en pleurocystidia met een lengte van doorgaans 50–70 (soms vanaf 30) µm en een breedte van 10–20 µm, waarbij alleen de hals verdikt is. De cystidia dragen kristallen aan de top. De caulocystidia zijn talrijk, vooral in het onderste deel van de steel, en vertonen een vergelijkbare structuur en grootte als de cheilo- en pleurocystidia.

## Verspreiding
De sterspoorvezelkop komt voor in Noord-Amerika, Europa, Korea, Japan en Nieuw-Zeeland. In Nederland komt hij vrij algemeen voor. Hij staat op de rode lijst in de categorie 'Kwetsbaar'.

## Foto's

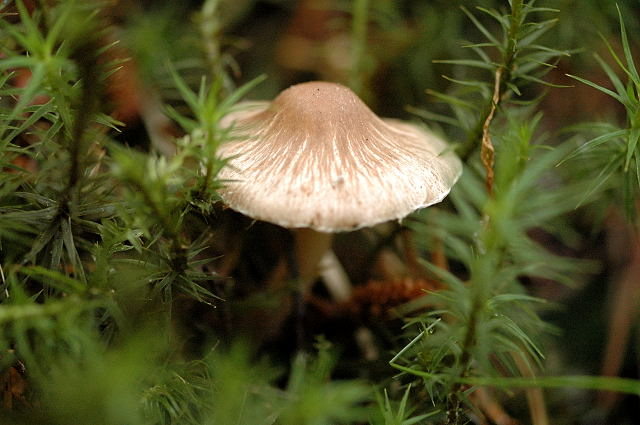
Hoed met umbo
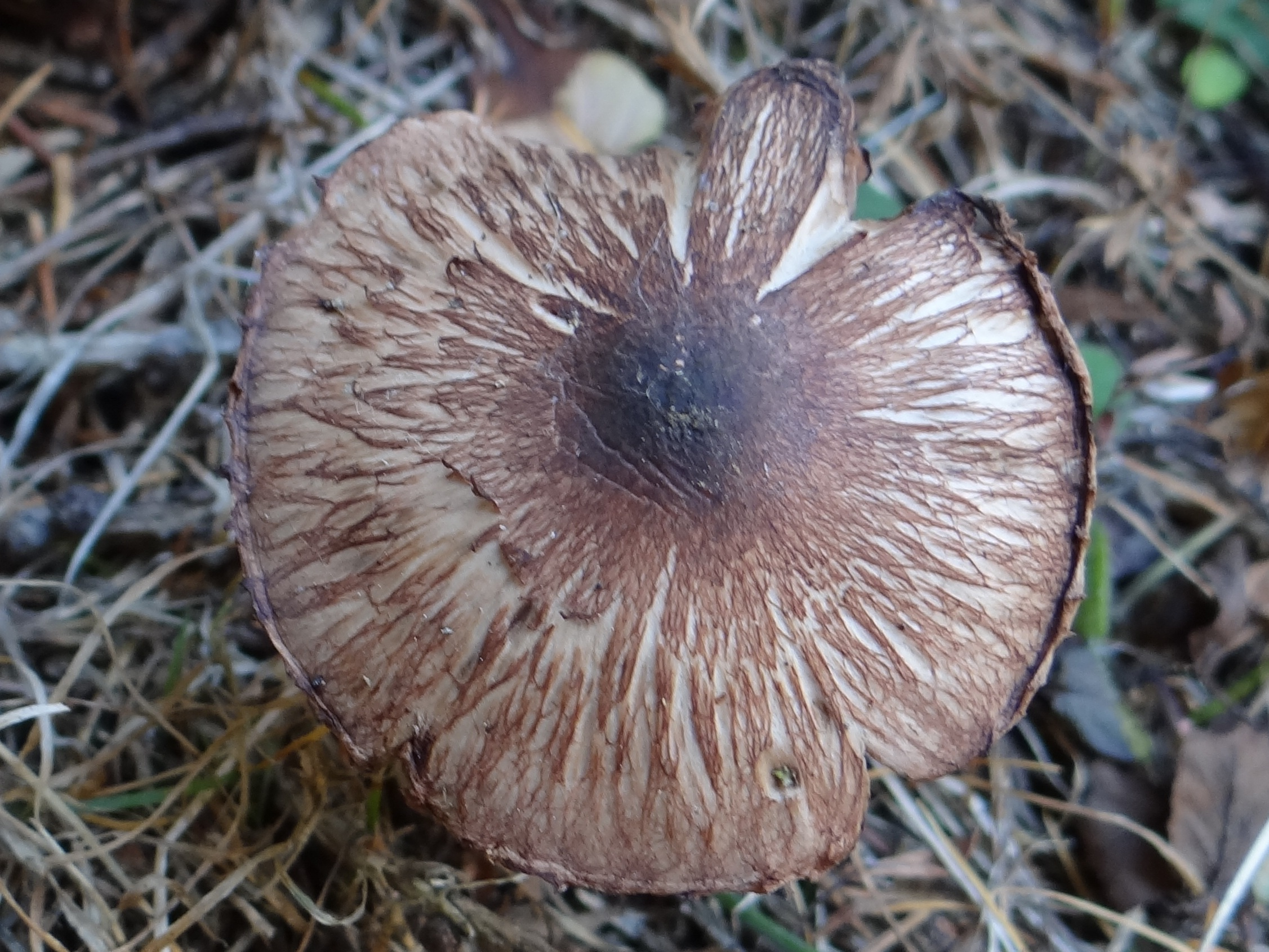
Hoed met gespleten hoedoppervlak
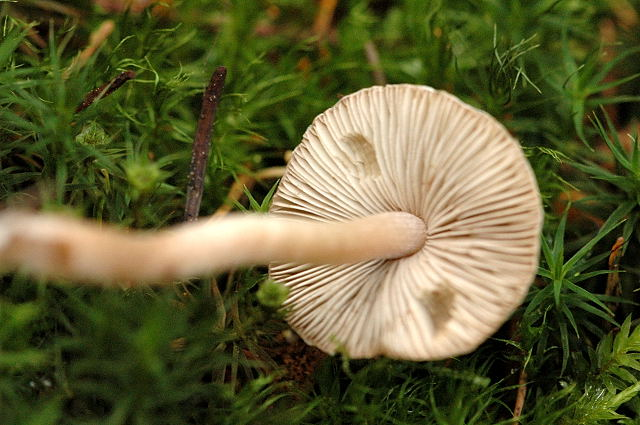
Lamellen en steel
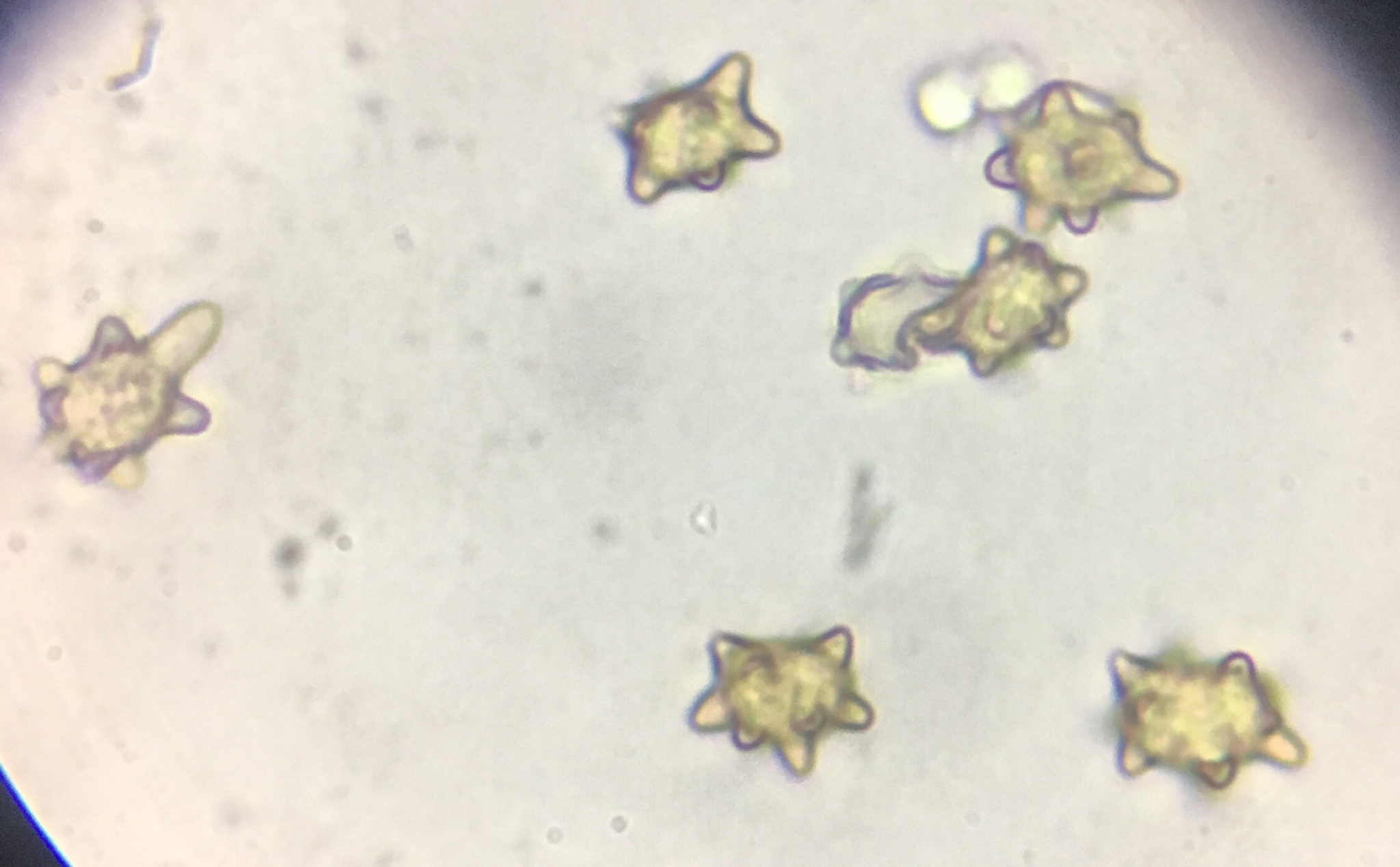
Sporen
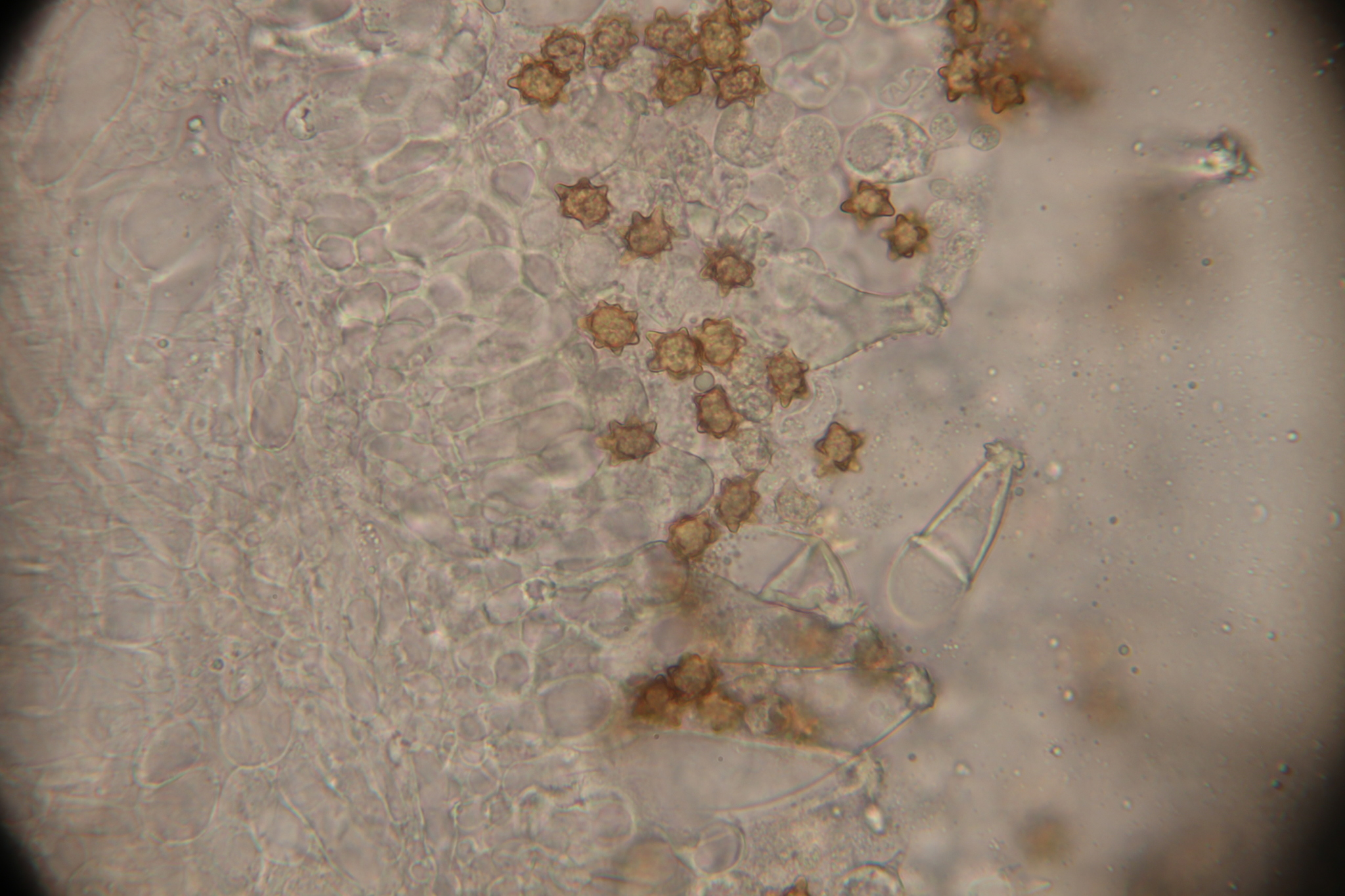
Stervormige sporen en cystiden met kristallen
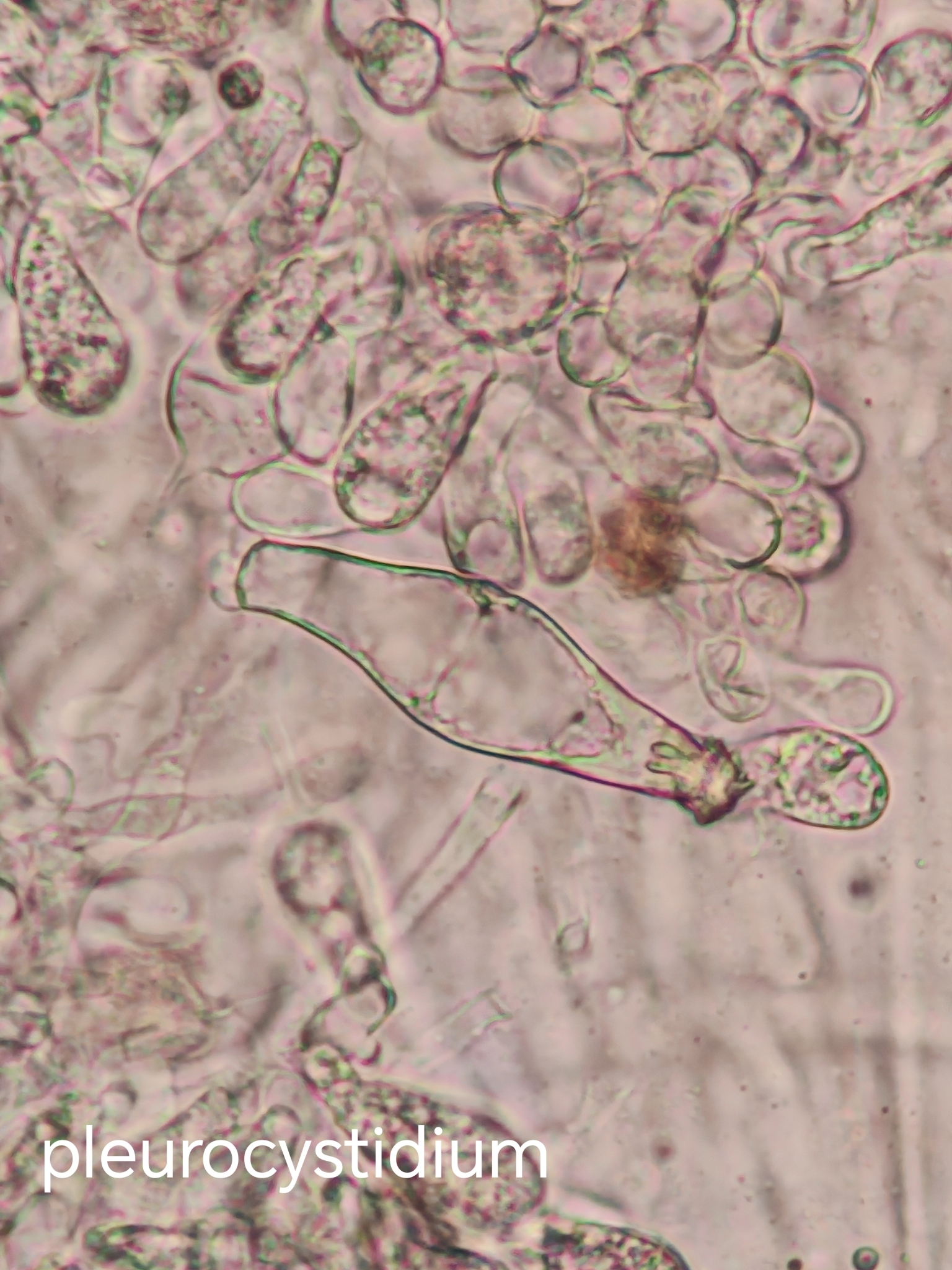
Pleurocystiden
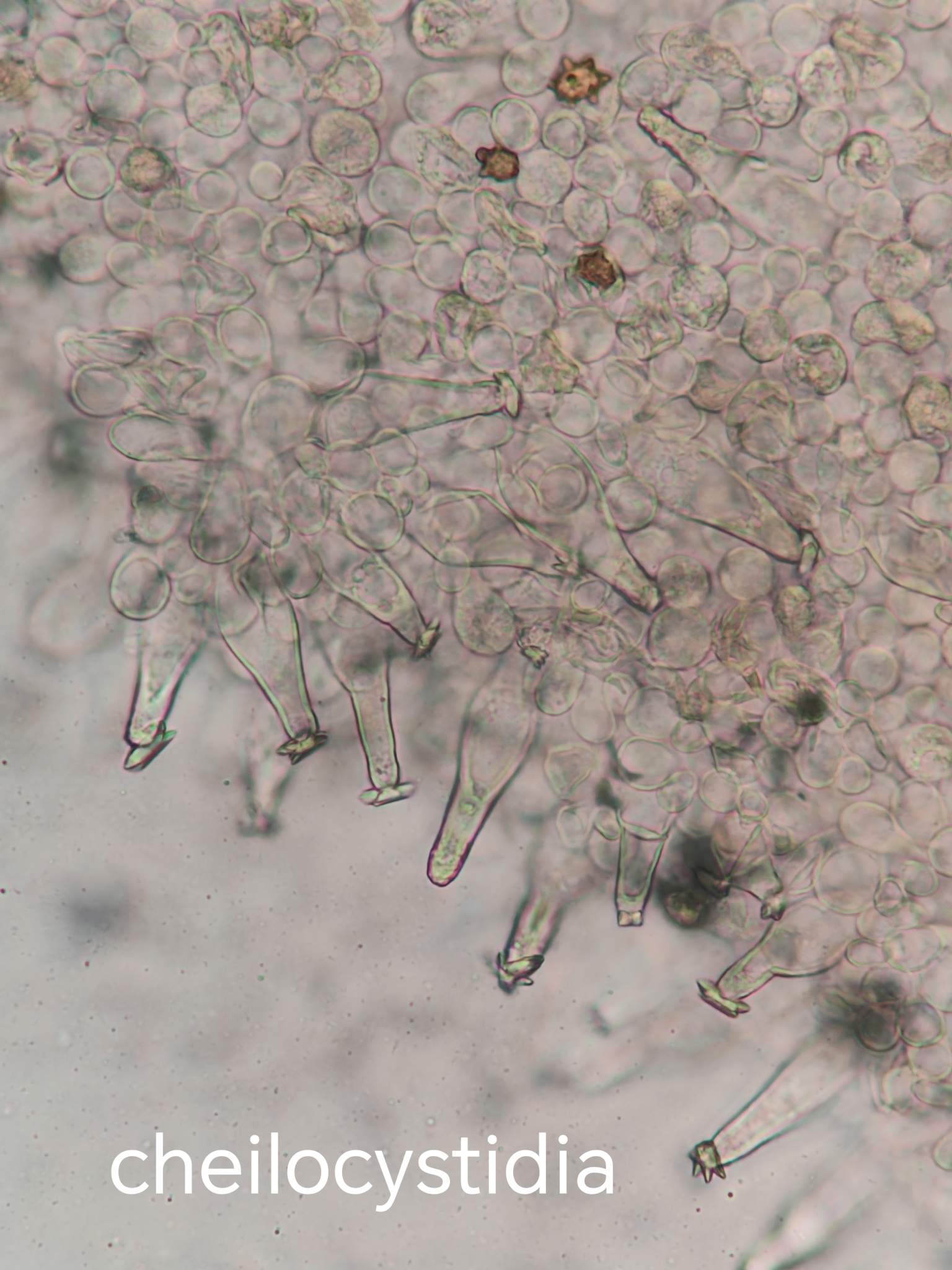
Cheilocystiden
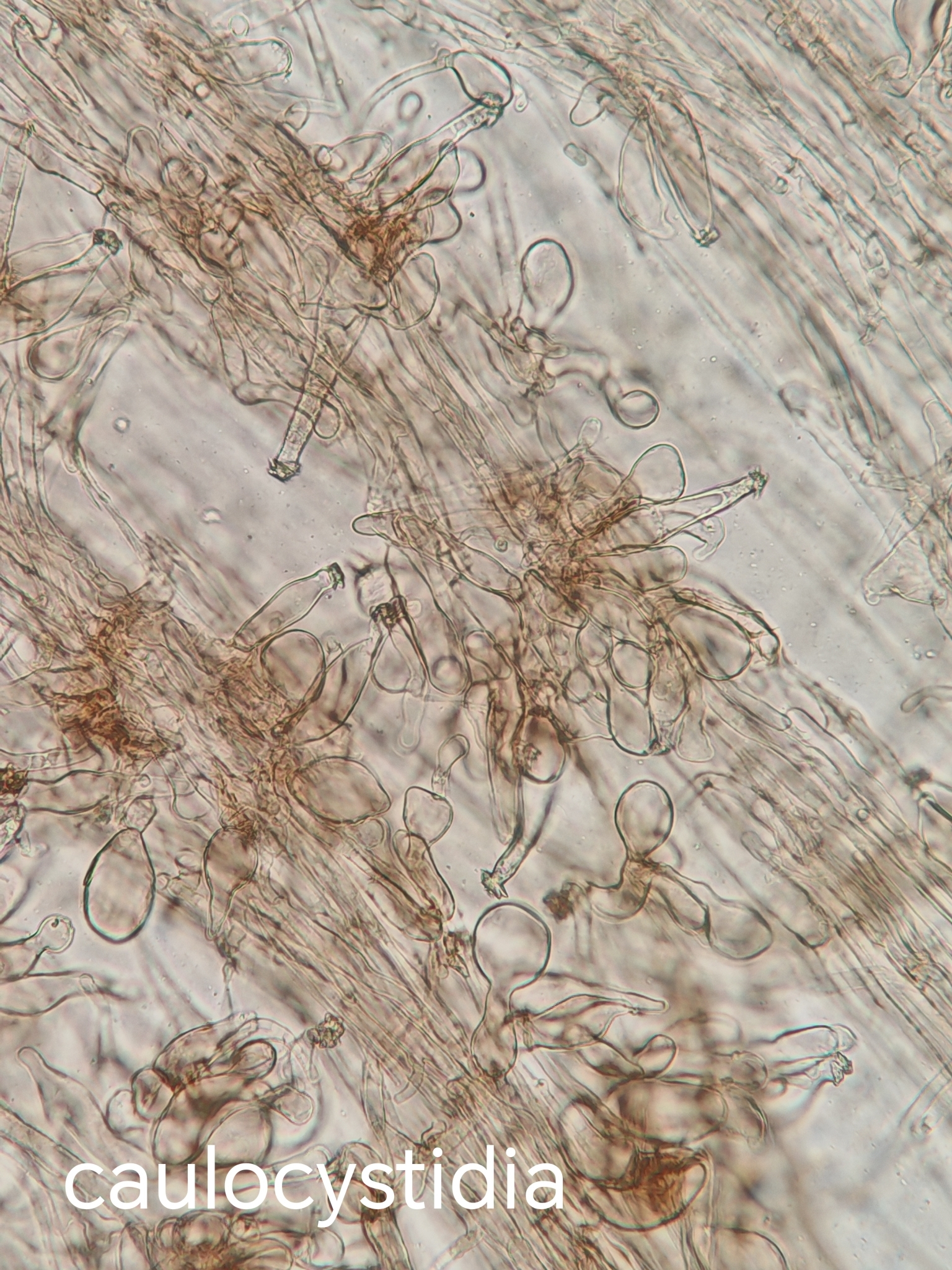
Caulocystiden